# Kanton Saint-Rome-de-Tarn
Der Kanton Saint-Rome-de-Tarn war bis 2015 ein französischer Wahlkreis im Département Aveyron und in der Region Midi-Pyrénées. Er umfasste acht Gemeinden im Arrondissement Millau; sein Hauptort (frz.: chef-lieu) war Saint-Rome-de-Tarn. Die landesweiten Änderungen in der Zusammensetzung der Kantone brachten im März 2015 seine Auflösung.
Der Kanton Saint-Rome-de-Tarn war 235,72 km2 groß und hatte 3234 Einwohner (Stand: 2012).

## Gemeinden
| Gemeinde                | Einwohner (Stand: 2022) | Code postal | Code Insee |
| ----------------------- | ----------------------- | ----------- | ---------- |
| Ayssènes                | 221                     | 12430       | 12017      |
| Broquiès                | 612                     | 12480       | 12037      |
| Brousse-le-Château      | 165                     | 12480       | 12038      |
| Les Costes-Gozon        | 165                     | 12400       | 12078      |
| Lestrade-et-Thouels     | 442                     | 12430       | 12129      |
| Saint-Rome-de-Tarn      | 899                     | 12490       | 12244      |
| Saint-Victor-et-Melvieu | 313                     | 12400       | 12251      |
| Le Truel                | 349                     | 12430       | 12284      |